# Ryan Dolan

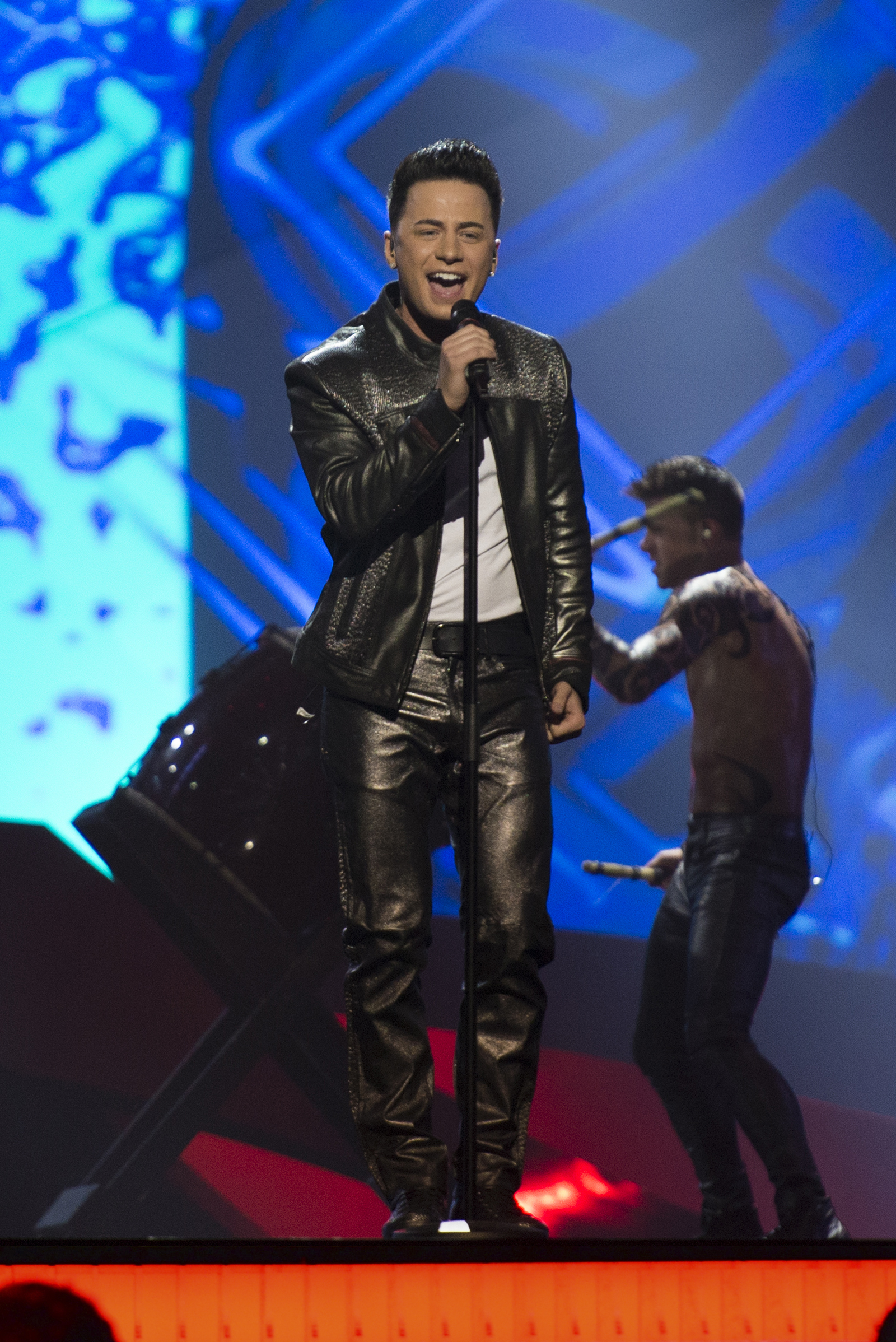
Ryan Dolan framför "Only Love Survives".

Ryan Dolan, född 22 juli 1985 i Strabane, är en nordirländsk sångare.

## Karriär
Dolan har varit förband åt artister som Jedward och Tinchy Stryder.

### Eurovision Song Contest 2013
Den 23 februari 2013 blev det klart att han kommer att representera Irland i Eurovision Song Contest 2013 med låten "Only Love Survives", detta efter att ha vunnit landets nationella uttagningsfinal mot fyra andra bidrag. I den nationella uttagningen var han den enda av artisterna som varit med och skrivit sin egen låt.

## Diskografi

### Album
- 2013 - Frequency

### Singlar
- 2013 – "Only Love Survives"
- 2014 - Start Again
- 2014 - Fall To The Floor
- 2014 - Thinking Out Loud (Ed Sheeran Cover)